# Ghimpeţeni
Ghimpeţeni es una comuna ubicada en el distrito de Olt, Rumania.

## Superficie
Posee una superficie de 25,29 kilómetros cuadrados.

## Demografía
Hasta 2021 la población era de 1294 habitantes, con una densidad de población de 51,17 habitantes por kilómetro cuadrado.